# George Stapf
George A. Stapf (27 dicembre 1875 – St. Louis, 7 novembre 1957) è stato un ginnasta e multiplista statunitense.

## Carriera
Stapf partecipò ai Giochi olimpici di Saint Louis 1904 nelle gare di triathlon e ginnastica. Giunse quarto nel concorso a squadre, sedicesimo nel concorso generale individuale, quattordicesimo nel triathlon e ventitreesimo nel concorso a tre eventi.